# شهرستان فردیس
شهرستان فردیس یکی از شهرستان‌های استان البرز ایران است.
مرکز این شهرستان، شهر فردیس است.
این شهرستان در تاریخ ۲۹ خرداد ۱۳۹۲ از شهرستان کرج جدا شد و مستقل گردید.

## موقعیت جغرافیایی
شهرستان فردیس از شرق، شمال و غرب با شهرستان کرج، از جنوب شرقی با شهرستان شهریار استان تهران و از جنوب با شهرستان ملارد استان تهران همسایه است.

## تقسیمات کشوری
شهرستان فردیس دارای ۲ بخش، ۴ دهستان و ۲ شهر به شرح زیر است:

### شهرستان فردیس
| بخش      | مرکز بخش | جمعیت بخش ۱۳۹۵ | نام دهستان | مرکز دهستان       | جمعیت دهستان ۱۳۹۵ | شهر      | جمعیت شهر ۱۳۹۵ |
| -------- | -------- | -------------- | ---------- | ----------------- | ----------------- | -------- | -------------- |
| مرکزی    | فردیس    | ۱۸۸٬۱۲۹ نفر    | وحدت       | شهرک وحدت         | ۳٬۶۱۷ نفر         | فردیس    | ۱۸۱٬۱۷۴ نفر    |
| مرکزی    | فردیس    | ۱۸۸٬۱۲۹ نفر    | فردیس      | شهرک ناز          | ۳٬۳۳۸ نفر         | فردیس    | ۱۸۱٬۱۷۴ نفر    |
| مشکین‌دشت | مشکین‌دشت | ۸۳٬۷۰۰ نفر     | مشکین‌آباد  | شهرک مهندسی زراعی | ۱۶٬۲۸۸ نفر        | مشکین‌دشت | ۶۲٬۰۰۵ نفر     |
| مشکین‌دشت | مشکین‌دشت | ۸۳٬۷۰۰ نفر     | فرخ‌آباد    | فرخ‌آباد           | ۵٬۴۰۷ نفر         | مشکین‌دشت | ۶۲٬۰۰۵ نفر     |

## زیر ساخت ها

### سینما
این شهر دارای دو سینمای و ۷ سالن اکران است:
- سینما فردیس
- سینما اکومال

### بیمارستان و مراکز درمانی
- بیمارستان قاسم سلیمانی
- بیمارستان به آفرین
- کلینیک پارسیان
- کلینک فهمیده
- آزمایشگاه مرکزی فردیس

### فضای سبز
- بوستان تندرستی
- بوستان شهرداری
- بوستان نسترن

### کتابخانه
- کتابخانه علامه امینی فردیس

### مراکز خرید
- پاساژ کویتی فردیس
- برج تجاری پدر فردیس
- برج تجاری الف
- برج تجاری-اداری الماس

## آزمایشگاه در فردیس
فردیس یکی از شهرستان‌های استان البرز در ایران است که به دلیل جمعیت بالا، نزدیکی به کرج و تهران، و توسعه سریع شهری، به یکی از مناطق مهم و پرتقاضا در حوزه خدمات بهداشتی و درمانی تبدیل شده است. یکی از بخش‌های حیاتی این خدمات، وجود مراکز معتبر آزمایشگاهی در منطقه است.
امروزه دسترسی به آزمایشگاه در فردیس برای ساکنین این منطقه بسیار آسان‌تر از گذشته شده و انواع آزمایش‌های عمومی و تخصصی از جمله آزمایش خون، بارداری، تیروئید، دیابت، هورمونی، آلرژی، غربالگری، و تست‌های قبل از عمل در این مراکز انجام می‌شود.
تعداد زیادی آزمایشگاه در فردیس فعالیت دارند که از جمله آن‌ها می‌توان به آزمایشگاه مرکزی فردیس، آزمایشگاه نیکو، آزمایشگاه آتیه، و آزمایشگاه دکتر توده فلاح اشاره کرد. این مراکز با بهره‌گیری از تجهیزات مدرن و نیروی انسانی متخصص، خدمات تشخیصی دقیق، سریع و قابل اعتماد ارائه می‌دهند.
بسیاری از آزمایشگاه‌ها در فردیس دارای امکاناتی مانند:
- نمونه‌گیری در منزل
- جواب‌دهی اینترنتی
- نوبت‌دهی آنلاین
- پذیرش بیمه‌های پایه و تکمیلی هستند که باعث سهولت بیشتر برای مراجعه‌کنندگان می‌شود.

با توجه به اهمیت تشخیص به‌موقع بیماری‌ها، وجود آزمایشگاه در فردیس نقش مهمی در ارتقاء سلامت عمومی و بهداشت جامعه ایفا می‌کند.
آزمایشگاه دانش فردیس
کرج، فردیس، بین خیابان 22 و 24، جنب داروخانه دکتر امامی ساختمان آتامان
آزمایشگاه مرکزی فردیس
فلکه دوم، خیابان پانزدهم غربی، پلاک 11
آزمایشگاه نیکو فردیس
خیابان ۲۷ غربی جدید، جنب داروخانه شبانه‌روزی، ساختمان فارابی
آزمایشگاه تشخیص طبی اکسیر
خیابان ادریسی، فردیس
آزمایشگاه دکتر توده فلاح
فلکه اول فردیس، خیابان ششم شرقی، پلاک ۲۰
آزمایشگاه آتیه
فلکه سوم فردیس، روبروی آتش‌نشانی
آزمایشگاه تشخیص طبی رادمان
انتهای خیابان ۲۵ جدید، فردیس
آزمایشگاه درمانگاه پارسیان کرج
فلکه دوم، خیابان پانزدهم غربی، پلاک ۲۱

## جمعیت
بر پایه سرشماری عمومی نفوس و مسکن در سال ۱۳۹۵، جمعیت شهرستان فردیس برابر با ۲۷۱٬۸۲۹ نفر بوده است.